# Saint-André-sur-Cailly
Saint-André-sur-Cailly és un municipi francès situat al departament del Sena Marítim i a la regió de Normandia. L'any 2007 tenia 847 habitants.

## Demografia

### Població
El 2007 la població de fet de Saint-André-sur-Cailly era de 847 persones. Hi havia 280 famílies de les quals 32 eren unipersonals (12 homes vivint sols i 20 dones vivint soles), 81 parelles sense fills, 163 parelles amb fills i 4 famílies monoparentals amb fills.
La població ha evolucionat segons el següent gràfic:
Habitants censats

### Habitatges
El 2007 hi havia 304 habitatges, 287 eren l'habitatge principal de la família, 7 eren segones residències i 10 estaven desocupats. 302 eren cases i 1 era un apartament. Dels 287 habitatges principals, 248 estaven ocupats pels seus propietaris, 38 estaven llogats i ocupats pels llogaters i 1 estava cedit a títol gratuït; 7 tenien dues cambres, 36 en tenien tres, 79 en tenien quatre i 165 en tenien cinc o més. 249 habitatges disposaven pel capbaix d'una plaça de pàrquing. A 95 habitatges hi havia un automòbil i a 181 n'hi havia dos o més.

### Piràmide de població
La piràmide de població per edats i sexe el 2009 era:
| Homes | Edats   | Dones |
| ----- | ------- | ----- |
| 0     | 95 o +  | 0     |
| 0     | 90 a 94 | 0     |
| 0     | 85 a 89 | 12    |
| 4     | 80 a 84 | 4     |
| 0     | 75 a 79 | 16    |
| 20    | 70 a 74 | 4     |
| 8     | 65 a 69 | 16    |
| 16    | 60 a 64 | 12    |
| 28    | 55 a 59 | 12    |
| 32    | 50 a 54 | 32    |
| 20    | 45 a 49 | 24    |
| 40    | 40 a 44 | 40    |
| 24    | 35 a 39 | 20    |
| 40    | 30 a 34 | 48    |
| 32    | 25 a 29 | 20    |
| 20    | 20 a 24 | 28    |
| 36    | 15 a 19 | 16    |
| 28    | 10 a 14 | 28    |
| 32    | 5 a 9   | 44    |
| 36    | 0 a 4   | 28    |

## Economia
El 2007 la població en edat de treballar era de 576 persones, 443 eren actives i 133 eren inactives. De les 443 persones actives 418 estaven ocupades (214 homes i 204 dones) i 24 estaven aturades (12 homes i 12 dones). De les 133 persones inactives 40 estaven jubilades, 62 estaven estudiant i 31 estaven classificades com a «altres inactius».

### Ingressos
El 2009 a Saint-André-sur-Cailly hi havia 306 unitats fiscals que integraven 868 persones, la mediana anual d'ingressos fiscals per persona era de 21.244 €.

### Activitats econòmiques
Dels 20 establiments que hi havia el 2007, 1 era d'una empresa alimentària, 1 d'una empresa de fabricació d'altres productes industrials, 5 d'empreses de construcció, 4 d'empreses de comerç i reparació d'automòbils, 1 d'una empresa de transport, 1 d'una empresa d'informació i comunicació, 1 d'una empresa financera, 5 d'empreses de serveis i 1 d'una empresa classificada com a «altres activitats de serveis».
Dels 7 establiments de servei als particulars que hi havia el 2009, 1 era un taller de reparació d'automòbils i de material agrícola, 2 fusteries, 1 lampisteria, 1 electricista, 1 empresa de construcció i 1 perruqueria.
L'any 2000 a Saint-André-sur-Cailly hi havia 13 explotacions agrícoles que ocupaven un total de 812 hectàrees.

## Equipaments sanitaris i escolars
El 2009 hi havia 1 escola maternal integrada dins d'un grup escolar amb les comunes properes formant una escola dispersa i 1 escola elemental integrada dins d'un grup escolar amb les comunes properes formant una escola dispersa.

## Poblacions més properes
El següent diagrama mostra les poblacions més properes.